# Sedlečko u Soběslavě
Sedlečko u Soběslavě – wieś i gmina w Czechach, w powiecie Tabor, w kraju południowoczeskim. Według danych z dnia 1 stycznia 2014 liczyła 98 mieszkańców.